# 오스터맨
《오스터맨》(영어: The Osterman Weekend)은 미국에서 제작된 샘 페킨파 감독의 1983년 서스펜스 스릴러 영화이다. 륏허르 하우어르 등이 출연하였고, 피터 S. 데이비스 등이 제작에 참여하였다.

## 출연진
- 륏허르 하우어르
- 존 허트
- 크레이그 T. 넬슨
- 데니스 호퍼
- 크리스 서랜던
- 메그 포스터
- 헬렌 셰이버
- 버트 랭커스터

## 기타 제작진
- 협력 제작: 돈 게스트, E.C. 모넬